# Baba Galleh Jallow (Politiker)
Baba Galleh Jallow ist ein gambischer Politiker.

## Leben
| Parlamentswahl | Stimmen | Stimmanteil |
| -------------- | ------- | ----------- |
| 2017           | 6.449   | 45,83 %     |

Baba Galleh Jallow trat bei der Wahl zum Parlament 2017 als Kandidat der United Democratic Party (UDP) im Wahlkreis Sanneh Mentereng in der West Coast Administrative Region an. Mit 45,83 % konnte er den Wahlkreis vor den unabhängigen Kandidaten Alasana K. D. Camara und Abdou Badjan (APRC) für sich gewinnen.
Im November 2019 entließ die UDP acht im Parlament vertretende Parteimitglieder aus ihrer Partei. Das informierte Parlament stuft die Parlamentarier von nun an, darunter auch Jallow, als unabhängige Abgeordnete ein.
Bei den Parlamentswahlen 2022 trat Jallow erneut im Wahlkreis Sanneh Mentereng an, dieses Mal für die National People’s Party (NPP). Er verlor mit 4565 Stimmen (24,62 %) gegen die UDP-Kandidatin Fatou Cham (* 1979), die 10.749 Stimmen (57,97 %) erhielt.